# The Spider (film, 1916)

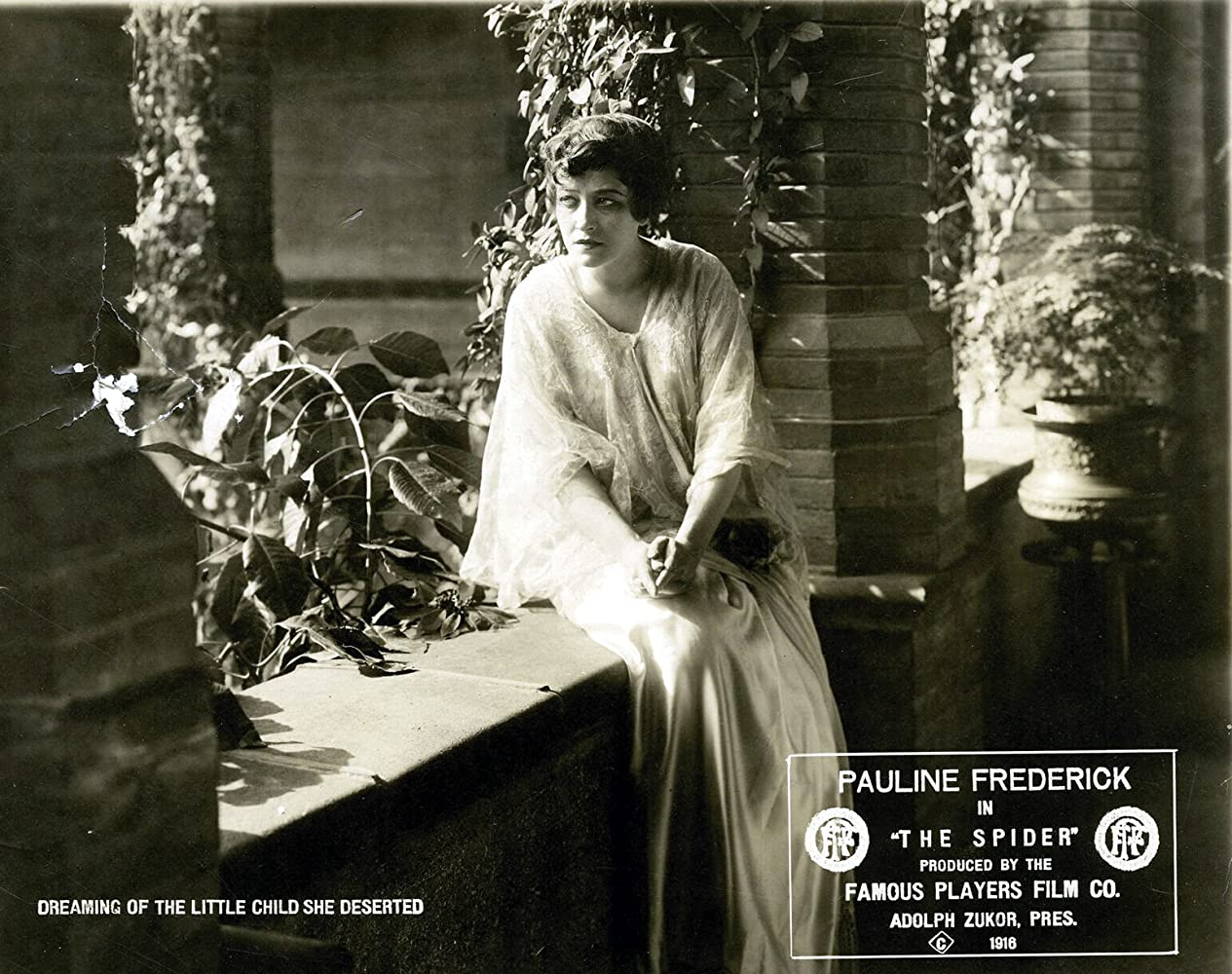
Carte promotionnelle du film, avec Pauline Frederick.

Pour les articles homonymes, voir The Spider.
The Spider est un film américain réalisé par Robert G. Vignola et sorti en 1916.

## Synopsis
En voyant une occasion de vivre dans le luxe, la Française Valérie Saint-Cyr abandonne Jeanne sa fille en bas âge, et son mari pauvre, et s'enfuit à Paris avec le comte Du Poissy. Des années plus tard, sans savoir qu'elles sont mère et fille, Valérie et Jeanne tombent toutes deux amoureuses de l'artiste Julian Saint-Saens, qui rejette la plus âgée en raison de sa réputation, et se fiance à la place avec la plus jeune, une innocente fleuriste. Valérie convainc le comte de kidnapper Jeanne, mais après que celle-ci ait été droguée et enlevée, elle se réveille et, réalisant le danger, poignarde le comte à mort avec son propre couteau.

## Fiche technique
- Réalisation : Robert G. Vignola
- Scénario : William Clifford
- Producteur : Daniel Frohman
- Production : Famous Players Film Company
- Distributeur : Paramount Pictures
- Genre : Drame[1]
- Date de sortie : 27 janvier 1916

## Distribution
- Pauline Frederick : Valerie St. Cyr / Joan Marche
- Thomas Holding : Julian St. Saens
- Frank Losee : Conte Du Poissy

## Production
Le film a été tourné en partie en Floride.